# Furio Claudio Togio Quintillo
Furio Claudio Togio Quintillo (latino: Furius Claudius Togius Quintillus; floruit IV secolo) fu un uomo politico romano.
Vir clarissimus, ricoprì la carica di Corrector Apuliae et Calabriae; restaurò le terme Pentascinensi di Taranto.